# Пуглед (Семич)
Пуглед (словен. Pugled) — поселення в общині Семич, регіон Південно-Східна Словенія, Словенія.